# Pico Almanzor
A Pico Almanzor a közép- és nyugat-spanyolországi Középső Hegységrendszer és azon belül a Gredos-hegység legmagasabb csúcsa.

## Leírás
A csúcs a Gredos-hegység területén emelkedik, közigazgatásilag Ávila tartományhoz tartozik, és három község területének hármashatárán emelkedik: Arenas de San Pedro, Hoyos del Espino és El Hornillo.
A gránitos kőzetekből álló hegy legmagasabb pontja 2591 méterrel emelkedik a tenger szintje fölé, de relatív magassága is meghaladja az 1500 métert. Közvetlenül mellette található a Gredos-cirkuszvölgy.
Erről a hegyről kapta a nevét a foltos szalamandra Salamandra salamandra almanzoris nevű alfaja.

## Története és nevének eredete
Neve valószínűleg az Al-Manszúr spanyolos írású változatából, az Almanzorból származik: ő volt a 10. és 11. század fordulója táján az iszlám Ibéria tényleges vezetője.
Egy népies jellegű magyarázat szerint azért nevezték el róla a hegyet, mert rendkívül nehezen volt megmászható, a felvezető út némelyik szakasza „olyan szörnyű, mint maga Al-Manszúr”. Egy másik magyarázat viszont egy legendához köti a név eredetét: eszerint Al-Manszúr egyik csatájából visszatérve a hegy melletti cirkuszvölgyben pihent meg, és meg akarta hallgatni azokat a hangokat, amelyek állítólag itt hallatszanak az itt eredő folyókból. A nagyúr azonban nem hallotta ezeket a hangokat, ezért a helyi pásztorok voltak azok, akik, félve Al-Manszúr haragjától, kimondták a híres harcos nevét, hangjukat pedig felerősítették a környező hegyek visszhangjai. Ezen elcsodálkozva Al-Manszúr úgy rendelkezett, a hegy innentől kezdve viselje az ő nevét.
Az első ismert adat arról, hogy sikeresen megmászták, 1899 szeptemberéből származik: ekkor Manuel González de Amezúa és José Ibrián Espada jutott fel a csúcsra. Ugyanők (és még két társuk) voltak azok, akik az első téli csúcshódítást is végrehajtották: ez 1903-ban történt.
Csúcsán 1959-ig egy rúd állt, de ebbe belecsapott egy villám, ezért egy évvel később egy kovácsoltvas keresztet állítottak a helyére.

## Képek

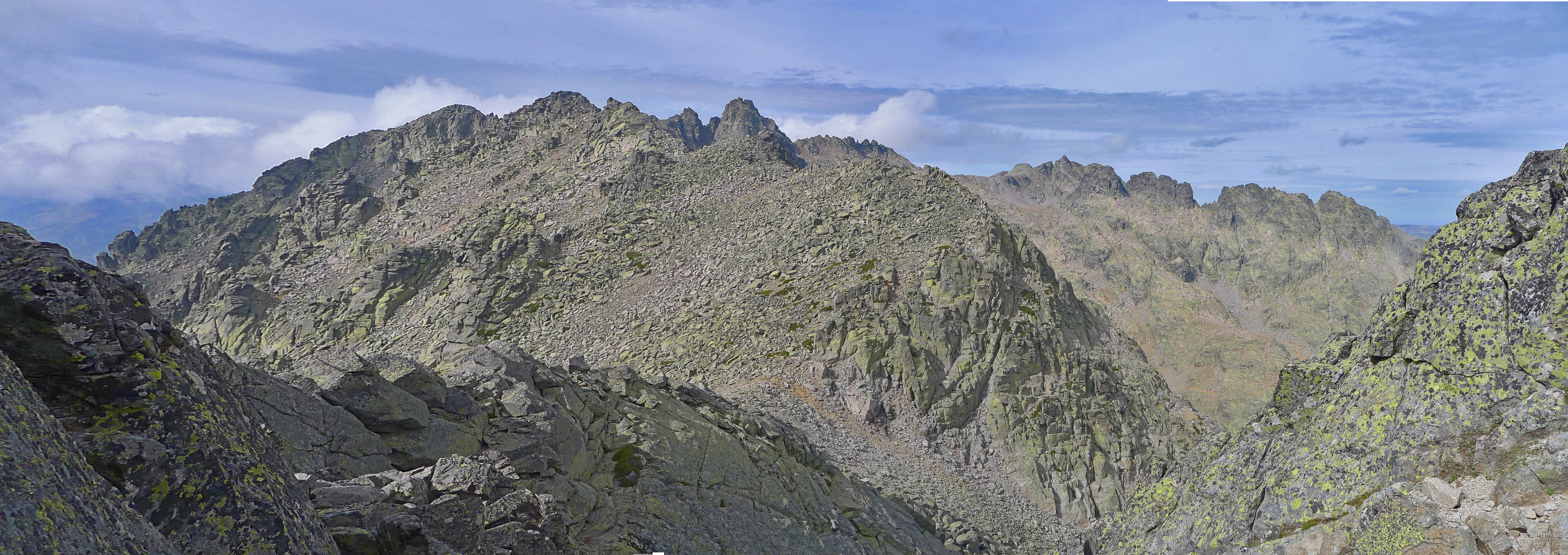
Panorámakép
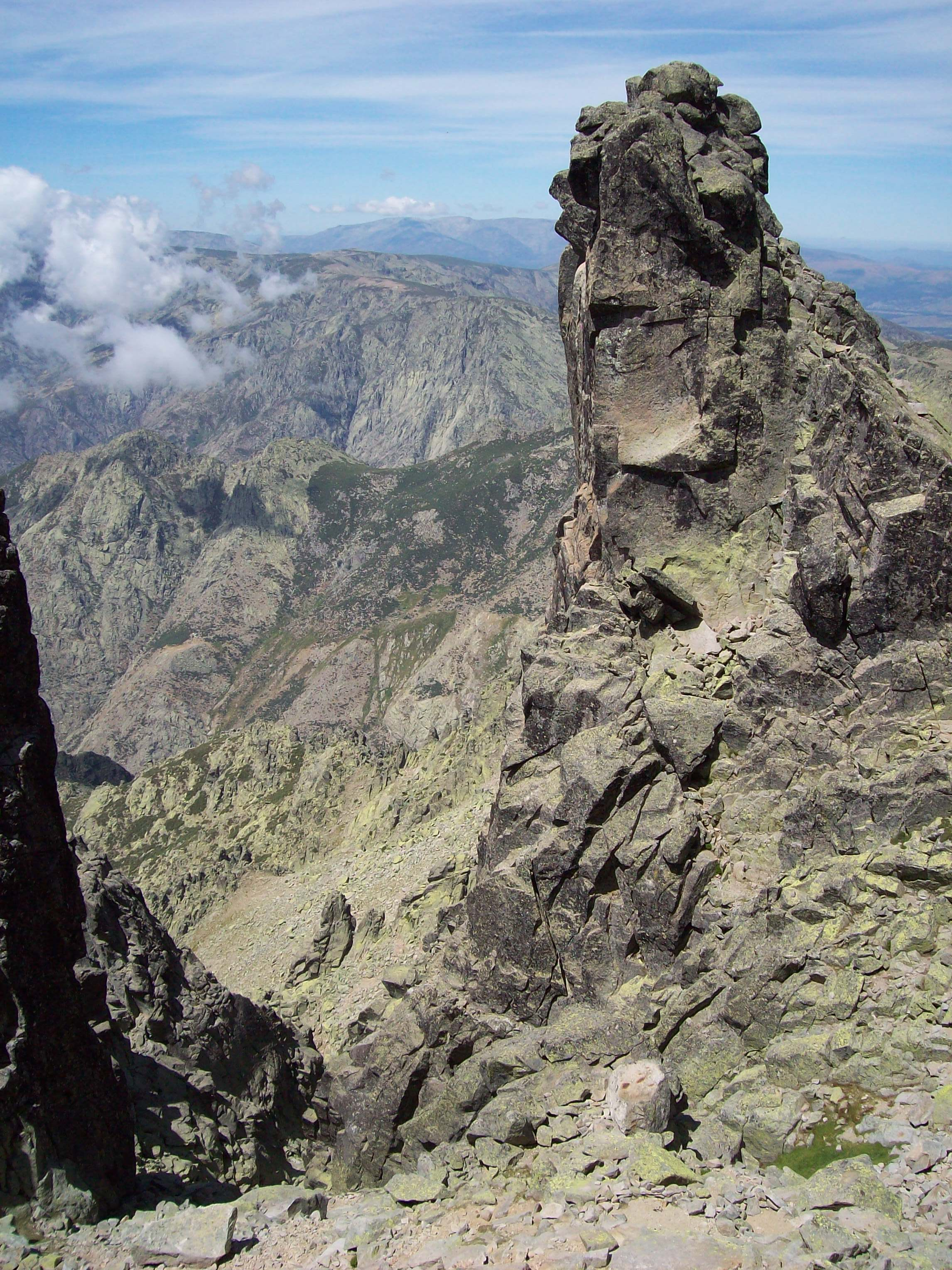
A Cuerno del Almanzor nevű szikla
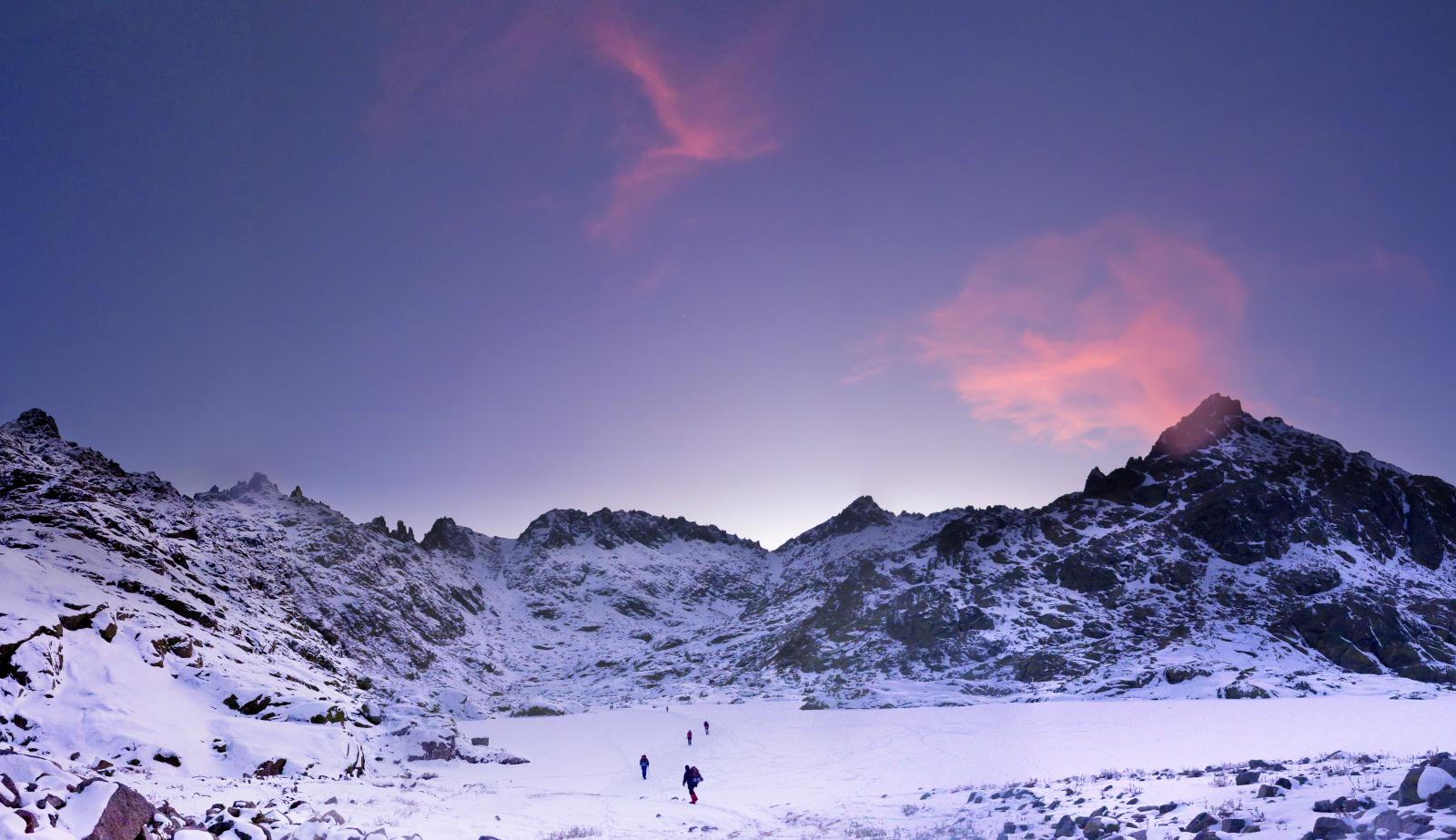
Különös megvilágításban
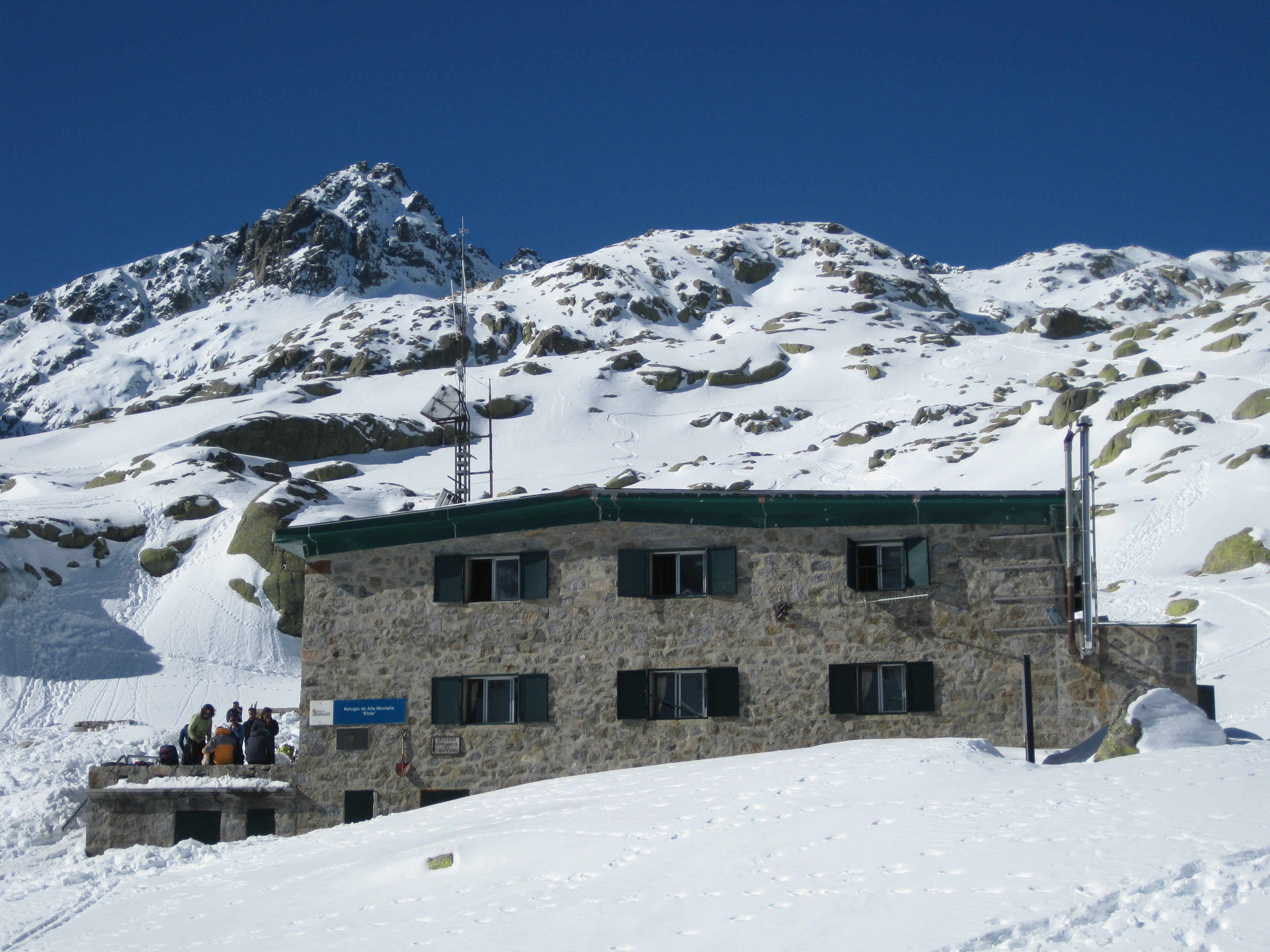
Az Elola menedékház, háttérben a csúccsal
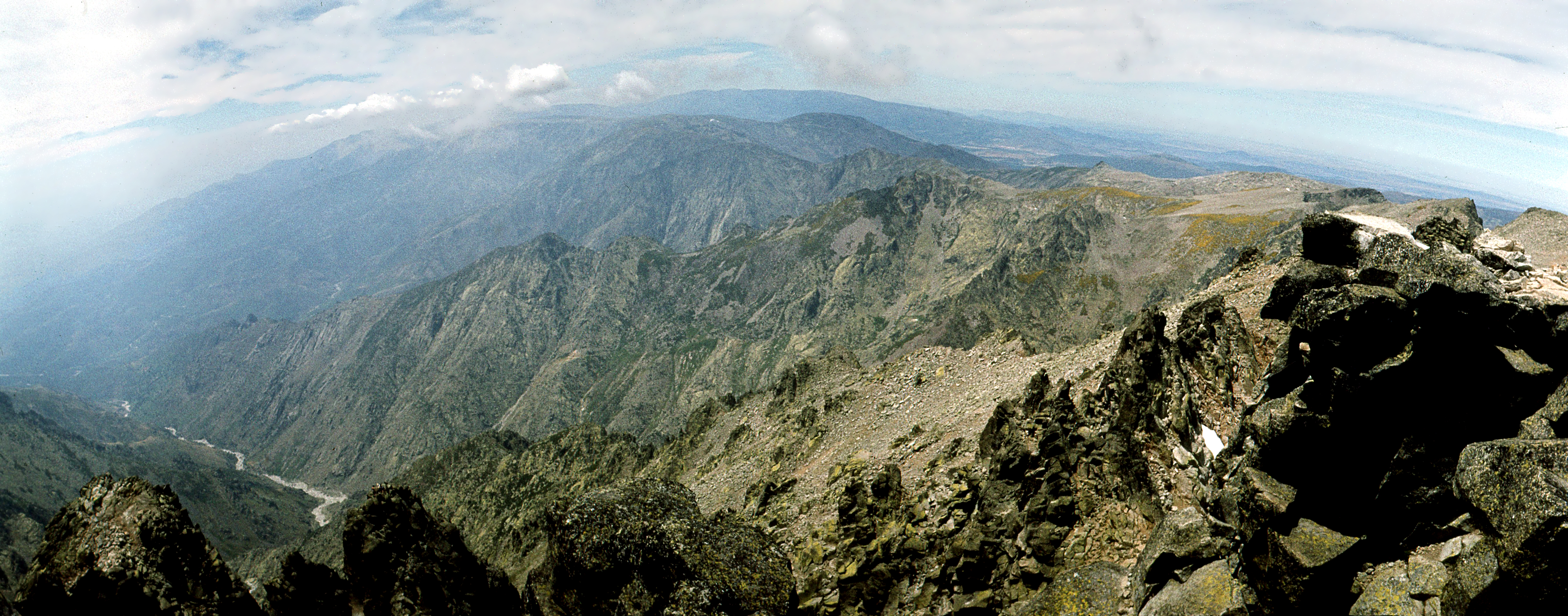
Kilátás a csúcsról